# Сборная Тибета по футболу
Национальная сборная Тибета по футболу — футбольная команда, представляющая тибетский народ, значительная часть которого живёт за пределами собственно Тибета. Команду контролирует Тибетская национальная футбольная ассоциация. На настоящий момент Тибет не входит ни в ФИФА, ни в АФК, но является членом неофициальной организации NF-Board.

## История
Свой первый матч сборная Тибета провела против Гренландии. Подготовка к этой игре велась в течение долгого времени. В индийском городе Дехрадуне было проведено соревнование с целью отобрать игроков для команды. Тренером был назначен Йенс Эспенсе. Около месяца он готовил футболистов к игре с Гренландией в Дарамсале — одном из центров тибетской эмиграции. Когда пришло время отправляться в Данию, место проведения матча, выяснилось, что значительная часть тибетской сборной не сможет поехать, так как футболистам не удалось собрать все необходимые документы для поездки. Тем не менее, тибетцы всё-таки отправились в Копенгаген. Несмотря на протесты Китая, который обвинял Данию в поддержке сепаратизма и угрожал разорвать торговые отношения с этой страной, первый матч в истории сборной Тибета был проведён. Он закончился победой Гренландии со счётом 4:1. События, связанные с подготовкой и проведением первого матча сборной Тибета фиксировались на плёнку и составили документальный фильм «Запрещённая команда».
После этого сборная Тибета провела большое количество товарищеских матчей, а также приняла участие в двух турнирах — FIFI Wild Cup в Гамбурге (Германия) и ELF Cup (Северный Кипр). На этих турнирах Тибет проиграл все свои матчи, в том числе Северному Кипру, принимавшему ELF Cup, со счётом 0:10.

## Международные матчи
| Дата            | Место проведения  |       | Соперник        | Счёт   |
| --------------- | ----------------- | ----- | --------------- | ------ |
| 7 мая 2008      | Милан, Италия     | Тибет | Падания         | 2 — 13 |
| 2 ноября 2007   | Сикким, Индия     | Тибет | Бутан           | 0 — 3  |
| 21 ноября 2006  | Северный Кипр     | Тибет | Северный Кипр   | 0 — 10 |
| 20 ноября 2006  | Северный Кипр     | Тибет | Крымские татары | 0 — 1  |
| 31 мая 2006     | Германия          | Тибет | Гибралтар       | 0 — 5  |
| 10 октября 2003 | Сикким, Индия     | Тибет | Сикким          | 1 — 2  |
| 14 июля 2001    | Германия          | Тибет | Монако          | 1 — 2  |
| 30 июня 2001    | Копенгаген, Дания | Тибет | Гренландия      | 1 — 4  |